# Make It Last
Make It Last é um single do produtor e DJ estadunidense de house music Dave Audé, não adicionado à nenhum álbum do DJ, presente apenas na coletânea de vários artistas, I Love Montreal. A canção foi lançada em 25 de maio de 2007 pela gravadora Audacious Records e conta com a participação da cantora estadunidense Jessica Sutta.

## Faixas
| Single oficial |                                       |                |         |  |
| N.º            | Título                                | Compositor(es) | Duração |  |
| 1.             | "Make It Last (Original Club Mix)"    | Jessica Sutta  | 9:16    |  |
| 2.             | "Make It Last (Ralphi Rosario Remix)" | Jessica Sutta  | 9:41    |  |
| 3.             | "Make It Last (Emjae Vocal Remix)"    | Jessica Sutta  | 7:21    |  |
| 4.             | "Make It Last (Emjae Dub)"            | Jessica Sutta  | 7:00    |  |

| Versão do álbum I Love Montreal |                |                |         |  |
| N.º                             | Título         | Compositor(es) | Duração |  |
| 1.                              | "Make It Last" | Jessica Sutta  | 7:45    |  |

## Posições
| Paradas (2007)                                  | Posições |
| ----------------------------------------------- | -------- |
| Estados Unidos (Billboard Hot Dance Club Songs) | 1        |

## Histórico de Lançamento
| País           | Data               | Formato                     |
| -------------- | ------------------ | --------------------------- |
| Estados Unidos | 25 de maio de 2007 | CD single, download digital |
| Mundo          | 25 de maio de 2007 | CD single, download digital |